# Isenstedt
Isenstedt ist ein Ortsteil der ostwestfälischen Stadt Espelkamp in Nordrhein-Westfalen. Isenstedt hat ca. 2600 Einwohner und liegt im Süden der Stadt Espelkamp.
Ortsvorsteher ist Reinhard Bösch (SPD). Der Dorfgemeinschafts-Vorsitzende ist Armin Jungbluth (seit 6. März 2014).

## Geschichte
Erste urkundliche Eintragungen gehen zurück auf das Jahr 1242. Der Name kommt aus dem Plattdeutschen „Isenstiee“ und bedeutet „Eisenstätte“. Isenstedt gehörte bis zur Franzosenzeit zur Vogtei Gehlenbeck im Amt Reineberg des Fürstentums Minden. Von 1807 bis 1810 gehörte der Ort zum Kanton Hille des napoleonischen Satellitenstaats Königreich Westphalen. Von 1811 bis 1813 gehörte Isenstedt unmittelbar zu Frankreich und dort zur Mairie Gehlenbeck im Arrondissement Minden des Departements der Oberen Ems. 1816 kam Isenstedt zum neuen Kreis Rahden, aus dem 1832 der Kreis Lübbecke wurde. Im Kreis Lübbecke bildete Isenstedt eine Gemeinde des Amtes Gehlenbeck. Am 1. Januar 1973 wurde Isenstedt nach Espelkamp eingemeindet. Ein Gebietsteil mit etwas mehr als 100 Einwohnern wurde Lübbecke zugesprochen. Im Jahr 2008 nahm das Dorf am Wettbewerb „Unser Dorf hat Zukunft“ teil.